# Parafaujasia
Parafaujasia es un género monotípico de plantas herbáceas perteneciente a la familia de las asteráceas. Su única especie: Parafaujasia fontinalis, es originaria de la isla de Reunión.

## Taxonomía
Parafaujasia fontinalis fue descrita por (Cordem.) C.Jeffrey  y publicado en Kew Bull. 47(1): 79 (1992): 79 1992.
Sinonimia
- Faujasia fontinalis Cordem.[3]